# كاندالاريو اوبيسو
كاندالاريو اوبيسو (بالإسبانية: Candelario Obeso) (12- كانون الثاني 1849 - 3- تموز 1884) هو شاعر كولومبي من رواد حركة «الشعرالأسود و الداكن» في كولمبيا

## حياته
كان خلاسيًا من الذين ينتمون إلى العرق الذي يمتلك بشرة سمراء مختلطة مائلة إلى الصفرة، ولد من أب أبيض من ملاك مزارع العبيد و أم كانت خادمة سوداء في مدينة مومبكس في كولومبيا في الثاني عشر من كانون الثاني عام 1849. درس في كلية مدينة بينيليوس، و من ثم في الكلية العسكرية في بوغوتا والتحق بعد ذلك بجامعة كولومبيا الوطنية، حيث بدأ بدراسة الهندسة و القانون والعلوم السياسية، وإنما بسبب الصراع الاقتصادي لم يتمكن من التخرج من أي كلية من هذه.
حصل على عدة وظائف مختلفةٍ خلال مدة زمنية قصيرة. و بسبب صداقاته مع شخصيات مؤثرة في ذلك الوقت جرى تعيينه قنصلًا في تورز، وفرنسا، ومترجمًا في بنما. عمل أيضًا مدرسًا في سوكرا، وأمينًا للصندوق في بلدية ماغانغوي.
جابه كاندالاريوفي حياته التمييزالعنصري والصراع الاقتصادي. ووقع في حب امرأة بيضاء ذات مكانةٍ اجتماعيةٍ عالية، لكنها رفضت قصائده التي كانت عن الحب، وسرعان ما خطبت بعد ذلك من رجل ثري. و بسبب ذلك تحطم قلبه و أطلق النار على نفسه في منطقة الصدر، وتوفي في بوغوتا بعد عدة أيام، ووضع رفاته في مقبرة في مومبكس.

## إرثه الأدبي
أشتهر كاندالاريو بأنه من رواد أسلوب الشعر الأسود و الداكن الكولمبي وهو أسلوب أدبي ركز على وصف الأنشطة اليومية التي يقوم بها المجتمع الكولومبي من ذوي البشرة السوداء. كان يستعمل في أعماله الرواية بضمائر المتكلم و باللغة التي كانت المجتمعات الكولمبية من أصولٍ أفريقية تتحدث بها و من الأمثلة على هذا كتابه الأول في الشعر والمعنون بالإسبانية Cantos Populares de mi Tierra أي «الأغاني الشعبية في أرضي» الذي نشرته مطبعة ( إمبرنتا دي بوردا) عام 1887.
و كتب أيضًا La familia Pygmalion (عائلة بجماليون) عام 1871، و Lectura para ti أي (القراءة لك) عام 1878، وSecundino el Zapatero (سيكندينو صانع الأحذية) عام 1880 و Lucha de la vida (معركة الحياة) عام 1882.
كما ترجم مسرحية (عطيل) لشكسبير للإسبانية وأعمالًا لكل من فيكتور هوجو وبايرون وموسيت و لونغفيلو و غوته وجوناثن لورنس.